# Stepaniwka (rejon winnicki)
Stepaniwka (ukr. Степанівка) – wieś na Ukrainie, w obwodzie winnickim, w rejonie winnickim, w hromadzie Woronowycia. W 2001 liczyła 1329 mieszkańców, spośród których 1323 wskazało jako ojczysty język ukraiński, a 6 rosyjski.
W XV w. miejscowość należała Woronowickich.
W majątku hrabiego Tadeusza Grocholskiego funkcjonowała od 1866 r. cukrownia, zatrudniająca 700 ludzi i posiadająca 22 dyfuzory mieszczące 3520 wiader. W 1886/1887 r. przerobiono w niej 199 923 berkowce buraków.